# Volunteer Point
Volunteer Point är en udde i territoriet Falklandsöarna (Storbritannien). Den ligger i den nordöstra delen av landet.
Terrängen inåt land är platt. Den högsta punkten i närheten är 182 meter över havet, 9,2 km väster om Volunteer Point. Vid Volunteer Point finns gräsmarker. 